# 機密邂逅
是一部融合了惊悚和浪漫元素的动作片，拍摄于2010年，由弗洛里安·亨克尔·冯·杜能斯马克执导，安吉丽娜·朱莉和约翰尼·德普倾力加盟。GK Film融资出品，Sony Pictures Worldwide Acquisitions通过哥伦比亚影片公司在大部分国家发行。影片以1亿美元的预算获得了2.78亿美元的全球票房总收入。
影片在获得三项金球奖提名的同时，也引发了它属于喜剧还是戏剧的争论。弗洛里安·亨克尔·冯·杜能斯马克再三声明《致命伴旅》既不是喜剧，也不是戏剧，它是“融合了惊悚元素的浪漫之旅”，但是如果一定要在二者中选其一的话，他选择喜剧。

## 剧情
伊莱斯·克利夫顿－沃德（Elise Clifton-Ward，安吉丽娜·朱莉饰）为伦敦警察厅工作，受警官约翰·艾奇逊（John Acheson，保罗·贝坦尼饰）的指挥，她现在正被法国警察跟踪。艾奇逊耗费了数年时间来追捕伊莱斯的前男友亚历山大·皮尔斯（Alexander Pearce），他相信这个人从俄罗斯黑帮中窃取了7.44亿英镑的税款，并且进行了完全的臉部整容。在一个咖啡厅中，伊莱斯收到了皮尔斯的纸条：搭乘到威尼斯的火车，挑选一个普通人，并让警察相信这个诱饵就是他。而后伊莱斯烧掉了纸条，然后设法躲过了警察并坐上了到威尼斯的火车。
在火车上，伊莱斯选择了一位美国社区大学的教师弗兰克·图珀洛（Frank Tupelo，约翰尼·德普饰）。她对他进行各种暗示，看起来一段浪漫感情就要开始了。与此同时，警方成功的从伊莱斯烧掉的纸条中读取了訊息，并就她的约会地点和诡计进行了部署。另一方面，警方内部知道约会地点却不知道诡计的告密者将这一訊息告知了黑帮头目雷金纳德·肖尔（Reginald Shaw，史蒂文·伯克夫饰）。肖尔曾被皮尔斯偷走了23亿美元。得知皮尔斯和伊莱斯正在前往威尼斯的火车上，肖尔立刻赶赴威尼斯。
伊莱斯邀请弗兰克住进了她被安排好的在Royal Hotel Danieli的房间。皮尔斯给伊莱斯留下了进一步的指示：参加舞會。被留在住处的弗兰克不久遭遇了肖尔追捕上门的手下。在逃跑过程中，弗兰克被威尼斯警察扣留，表面上保证他的安全，实际上却很腐败的警官为了得到抓住皮尔斯的赏金而准备把他交给肖尔的人。最后一刻，伊莱斯出现救走了弗兰克并一块逃走，肖尔的人马开着一艘大船在后面紧追不舍。在机场边，伊莱斯督促带着钱和护照的弗兰克回家以保证安全。
伊莱斯伦敦警察厅卧底特工的身份暴露了，她因为有着同情皮尔斯的嫌疑而被停职。由于顾及弗兰克的安全，伊莱斯同意参与警方追捕皮尔斯而设的圈套。在舞會上，伊莱斯四处游走努力在人群中分辨出皮尔斯，这时，一个人在她面前的桌子上放了一个信封然后迅速消失了。伊莱斯意识到这个信封是给自己的，并且坚信那个人就是皮尔斯本人。所以她喊着皮尔斯的名字，试图从人群中找到他，但被突然到来的弗兰克打断了。弗兰克声称自己爱上了伊莱斯并邀请她跳舞，结果被警察们拖了出去。伊莱斯打开信封后，发现上面写着一个新的会面地点，于是立刻乘船出发前往此地；但在船上被肖尔及其手下抓住了。警方正在另一艘船上小心的跟踪着他们，弗兰克则被戴上了手铐以防止他破坏行动。
当到达目的地后，肖尔将伊莱斯囚禁了起来，威胁她，要求她吐露藏钱的地点。警方通过房屋内部的监控设备监视着整个场景。艾奇逊不顾伊莱斯的安全，一再拒绝警方用狙击手射击的请求。趁着警方在监控的空档，弗兰克从船上逃走了。他找到了肖尔，宣称自己就是皮尔斯，并且许下条件说如果伊莱斯能够安全离开他就会取出保险箱给他们。肖尔并不信任他，威胁弗兰克如果他不打开保险箱他们就把伊莱斯杀掉。警察总督琼斯（提摩西·道尔顿饰）赶到了警方监视地，越过艾奇逊命令狙击手开枪杀死了肖尔和他的手下。琼斯解除了伊莱斯的停职，但随即和她终止了雇佣关系。
收到皮尔斯在不远处出现的电报后，艾奇逊急匆匆的赶赴警方逮捕嫌疑人的地点。然而，这个所谓的嫌疑人只是个游客，他只是跟随收到的一条手机短訊行动，短訊大意是要他出现在某个地点，然后就会得到报酬。同时，伊莱斯告诉弗兰克她爱他，但她也爱着皮尔斯。弗兰克想出了一个“办法”来解决这一困境：令伊莱斯大吃一惊的是，弗兰克正确输入了保险箱的密码，这证明弗兰克就是真正的亚历山大·皮尔斯。他和伊莱斯随即离开，在保险箱里留下了一张包括他全额税款的支票给警方。认识到真相后，艾奇逊准备接着追捕皮尔斯，但琼斯阻止了他，理由是既然皮尔斯已经支付了全额税款，那么他的罪名就仅剩下了从已经死亡的黑帮头目手上偷钱。琼斯下令结案，这让艾奇逊非常沮丧。弗兰克和伊莱斯在一起开始了他们新的人生。

## 演员
- 安吉丽娜·朱莉（Angelina Jolie）饰 Elise Clifton-Ward

- 约翰尼·德普（Johnny Depp）饰 Frank Tupelo / Alexander Pearce

- 保罗·贝坦尼（Paul Bettany）饰 Insp. John Acheson

- 提摩西·道尔顿（Timothy Dalton）饰 Chief Insp. Jones

- 史蒂文·伯克夫（Steven Berkoff）饰 Reginald Shaw

- 卢夫斯·塞维尔（Rufus Sewell）饰 the Englishman

- 克里斯蒂安·德·西卡（Christian De Sica）饰 Col. Lombardi

- 亚力希欧·波尼（Alessio Boni）饰 Sgt. Cerato

- 丹尼尔·佩奇（Daniele Pecci）饰 Lt. Narduzzi

- 乔万尼·圭代利（Giovanni Guidelli）饰 Lt. Tommassini

- 雷欧·波瓦（Raoul Bova）饰 Count Filippo Gaggia

- 伊哥·基基凯勒（Igor Jijikine）饰 Virginsky

- 布鲁诺·沃尔科维奇（Bruno Wolkowitch）饰 Capt. Courson

- 马克·吕什曼（Marc Ruchmann）饰 Brigadier Kaiser

- 朱利安·鲍姆加特纳（Julien Baumgartner）饰 Brigadier Ricuort

- 弗朗索瓦·温琴泰利（François Vincentelli）饰 Brigadier Marion

- Nino Frassica 饰 Brigadier Mele

- 尼利·马考尔 饰 Alessio 旅馆看门人

- 里纳托·斯卡帕（Renato Scarpa）饰 Arturo 裁缝

- Maurizio Casagrande 饰 Antonio 服务员

## 制作
从弗洛里安·亨克尔·冯·杜能斯马克导演开始改编剧本到纽约首映，整部影片仅仅用了11个月多点的时间就完成。拍摄不得不快的原因是，德普必须赶赴夏威夷出演加勒比海盗系列第四部。后期制作不得不快的原因是，在2011年的那个时间段所有感兴趣的发行商都为可能发行的《加勒比海盗：惊涛怪浪》留出了档期。
2010年2月23号，朱莉先在巴黎开始了拍摄，不久移往威尼斯，3月1号德普在那里加入了他们。影片中的旅馆为Danieli旅馆。
法国文化部长弗雷德里克·密特朗（Frédéric Mitterrand）参观了弗洛里安·亨克尔·冯·杜能斯马克拍摄《致命伴旅》的地点Colette。

## 拍摄地点
《致命伴旅》完全在巴黎和威尼斯进行拍摄。具体地点包括：
巴黎：
Place des Victoires - 伊莱斯的公寓。
Place Boieldieu, Opéra Comique - 伊莱斯闲逛的场所。
Café Le Nemours, Place Colette - 信使逮捕地点。
Place des Petits-Pères - 伊莱斯在这里躲开监视进入购物中心。
Galerie Vivienne - 伊莱斯走过的购物中心。
Passage Jouffroy - 伊莱斯走过的购物中心。
Rue Du 4th Septembre - 伊莱斯e在这里进入巴黎的地铁站。
Gare de Lyon train station -在这里伊莱斯登上了红箭（Freccia Rossa）高速列车(在影片中此列车从托斯卡纳开往威尼斯)。
威尼斯：
Venezia Santa Lucia railway station - 伊莱斯和弗兰克在这里分别走下火车。
Fondamenta San Giovanni (Cipriani) - 在这里伊莱斯邀请弗兰克到Danieli boat。
Palazzo Pisani Moretta - "Danieli"的外面和内部。
Hotel Danieli - 均是庭院内部实景。
Palazzo Benzoni - "Danieli" 的阳台，弗兰克在这里抽电子烟。
Marco Polo Airport - 雷金纳德·肖尔（史蒂文·伯克夫）的Gulfstream Jet降落的地方。
Pontile Bucintoro, Magazini del Sale - 雷金纳德·肖尔离开飞机坐船去镇上。
The Venice Guggenheim Museum - 博物馆的阳台在影片中当做了户外餐馆。在这里，他们讨论了God Janus并发生了“切实的关系”。
Sant' Angelo Vaporetto Stop - 在这个水上巴士站，俄罗斯黑帮分子看到伊莱斯和弗兰克在Benzoni balcony上接吻。
Mercato della Frutta, Pescheria - 弗兰克掉到棚盖上的水果市场。
Marciana Library - 警察局。
Fondamenta Rio di San Francesco della Vigna - 在这里Christian de Sica将弗兰克出卖给俄罗斯黑帮。
Madonna dell'Orto - 乘船追逐戏。
Scuola vecchia della Misericordia - 追逐戏结束时的外景。 也是拍摄球赛的内景。
Palazzo Loredan, Instituto Veneto - 雷金纳德·肖尔的赌场内景。
Arsenale - Interpol的威尼斯总部。
Piazza San Marco - 弗兰克/皮尔斯在这里第一次抽了真的香烟。
Fondaco dei Turchi - 伊莱斯进入球赛，Interpol和雷金纳德·肖尔的泊船地。
Palazzo Zeno - “弗兰克·图珀洛”爬上Palazzo Zeno的阳台进入皮尔斯的公寓。
Villa Effe, Giudecca - 皮尔斯的公寓可以看到整个Piazza San Marco。这里也是最后一次交火所在地。

## 主题

### 两面神贾纳斯象征手法
影片多次围绕罗马两面神贾纳斯运用了象征手法。
在威尼斯的晚餐上，弗兰克询问埃莉斯关于她手镯的事情，她回答道：
“这是罗马两面神，贾纳斯。小时候母亲给我的。她希望我明白人都有两面的道理。好的一面，坏的一面，过去的一面，未来的一面。如果我们深爱某个人，就必须接受他的全部。”
Pearce公寓里的保险箱隐藏在贾纳斯浮雕的后面。最后当Alexander Pearce通过整形手术得到一幅新面孔时，贾纳斯又出现了。

### 陀思妥耶夫斯基（Fyodor Dostoyevky）小说相关
影片中俄罗斯黑帮人物 Virginsky (Igor Jijikine)，Lebyadkin (Vladimir Orlov)，Liputin (Vladimir Tevlovski)，Fedka (Alec Utgoff)以及Shigalyov (Mark Zak)都取名自陀思妥耶夫斯基（Fyodor Dostoyevky）写于1873年的政治小说《Demons》。第一编剧和导演杜能斯马克曾谈及这位俄国作家对他孩童时代的影响，以及相应的贯穿整部电影的中陀思妥耶夫斯基式腐败警察和政府。

## 发行
这不是一部简简单单的翻拍之作，朱莉和德普在本片产生的化学反应足以让看过原版的观众同样对本片感到不可思议。——《娱乐周刊》
作为一部翻拍片，《致命伴旅》的两大主演完全撑起了整个场子，德普和朱莉这对性感偶像一举手一投足都是充分的荷尔蒙信号，直接秒杀疯狂的追星族。——凤凰网娱乐频道
在大多数国内影迷的脑海里，对朱莉的印象多半还停留在古墓寻宝的劳拉或者是与丈夫对殴的史密斯太太身上，而德普则直接与疯狂海盗或是疯帽匠划上等号，还好《致命伴旅》让观众们看到了截然不同的巨星气象。柔情朱莉让人感同身受，清爽版德普也让女影迷们花痴不已。——中国新闻网
集结了全世界最当红的性感德普和妖艳朱莉，游遍巴黎走遍意大利，一个神秘高贵，一个分裂颓废。且不论电影的剧情如何，单是约翰尼德普和安吉丽娜朱莉这两个名字，就足以吸引众多观众走进电影院向偶像顶礼膜拜。——国际在线
“美丽，让人傻笑，浪漫，充满激情… 这对那些电影迷非常有吸引力，很长一段时间我都享受着这一过程”William Bibbiani - 加州文学评论（California Literary Review）
“看《致命伴旅》你只需要坐下来等荧幕上出现一幅幅的风景，它甚至会让你感觉微风拂过。”Chris Vognar - 达拉斯晨报（Dallas Morning News）
“如果你肯坐下来哪怕是仅仅欣赏下美景和明星，那么至少可以愉快的度过一个冬天的夜晚。”Alex Zane - 太阳报（The Sun）
“诙谐而又悬疑的惊悚片，它看起来并不严肃。”Alan Frank - 每日星报（Daily Star）
“从头至尾都非常耐看并充满趣味性。”Jeff Beck - Examiner
2011年7月5日，电影导演迈克尔·温纳（Michael Winner）在他最后的tweet中写了3条关于这部影片的信息。“仅看一眼朱莉和德普出演的《致命伴旅》，非常强烈的浪漫感和惊悚感就浮上心头，尽管我觉得结尾有一点乱，但所有的人都演的很好很到位。‘然后明天’所有的批评都会戛然而止，《致命伴旅》令人非常愉快，拍摄的很好，融合了浪漫-喜剧-惊悚诸多元素，设定上更多的偏向了紧张感和喜感”然后，在8月20号，他把《致命伴旅》推荐给那些想看惊悚片的粉丝。
很多不同领域的名人都在推特中评论了《致命伴旅》，其中包括音乐家Romeo Miller：“很高兴自己看了《致命伴旅》，尽管有很多负面评论但这是一部很好的影片，大爱结尾。”Talay Riley：“我特别推荐人们去电影院看《致命伴旅》，我前几天看了感觉非常不错！”Steel Magnolia：“上周看了《致命伴旅》，开始节奏很慢但结局很棒！快去看吧。”Ferras：“大爱《致命伴旅》，安吉丽娜和以前一样酷，我的目光都无法从她身上离开。我知道我说过了很多次，但还是强烈推荐。”Mallary Hope：“刚看了《致命伴旅》，真是太棒了！超爱！”还有Stephen Mason：“《致命伴旅》里，漂亮的人在漂亮的地方穿着漂亮的衣服。这让我想到了赫本的《谜中谜》。”
Governor Nikki Haley在tweet上说：“Michael和我在回家的飞机上看了这部电影。很好的悬疑片！”，正如电视节目主持人Melanie Sykes所说：“《致命伴旅》看了无数遍了！非常喜欢，而且你找不到比安吉丽娜·朱莉更精致的面庞了！！！”athletes Victoria Azarenka同样如此认为：“看了约翰尼·德普演的《致命伴旅》。非常好！他真令人难以置信。”Mercedes Nicoll：“刚看了《致命伴旅》！非常好！大爱！”DeAndre Jordan：“各位，《致命伴旅》非常棒！！！真希望主角是我，”Louis van Amstel：“《致命伴旅》开始节奏很慢，但两位主演的演技都非常好。威尼斯的风景太美了！值得一看。”Sarah Barrow：“今晚看了《致命伴旅》，强烈推荐。”Bryan Jordan:“毫无疑问爱上了这部电影《致命伴旅》。意大利人擅长美景，尽管去看吧，你不会失望。”以及Ryan Lochte：“我刚看了《致命伴旅》，这是一部非常好的电影，安吉丽娜·朱莉抽烟的样子非常性感。”在Ricky Gervais在出席2011年金球奖颁奖典礼时拿这部影片开玩笑后，约翰尼·德普在Gervail的生命太短暂展会上“施以报复”并提醒他《致命伴旅》的商业成功。德普（对Gervails）说：“我在金球奖上的确见过你。”Gervail（不自然地）：“对啊，怎么了？”德普：“我很好，先生。马上就要拍摄另一部电影捞金了。报酬很有可能比你演过的任何电影都要多。”Gervail曾在两部好莱坞电影中担任主演，《鬼镇》（Ghost Town）和《谎言的诞生》（The Invention of Lying），全球票房分别为2千7百万和3千两百万美元。

## 趣闻
《致命伴旅》是安吉丽娜·朱莉第四成功的动作片，排在《史密斯行动》（Mr. & Mrs. Smith）、《通缉令》（Wanted）和《特工绍特》（Salt）之后。它甚至比所有的劳拉系列（Lara Croft series）电影，比奥利弗·斯通（Oliver Stone）的《亚历山大》（Alexander），比和丹泽尔·华盛顿（Denzel Washington）合作的《神秘拼图》（The Bone Collector），比和尼古拉斯·凯奇（Nicolas Cage）合作《急速60秒》（Gone in 60 seconds）更要成功。 （页面存档备份，存于）
除《加勒比海盗》系列以外，《致命伴旅》是约翰尼·德普第三成功的影片，排在《爱丽丝漫游仙境》（Alice in Wonderland）和《查理和巧克力工厂》（Charlie and the Chocolate Factory）之后。 （页面存档备份，存于）

## 获奖情况
影片获得三项金球奖提名：最佳音乐及喜剧电影，德普的最佳男主角：音乐及喜剧类，朱莉的最佳女主角：音乐及喜剧类。影片开始被宣传为浪漫惊悚片但获得了喜剧类提名的事实让它和金球奖都非常尴尬。稍后有消息表明是制片厂先把电影作为戏剧类提交的，但亨克尔冯杜能斯马克告诉HFPA这部影片应该分类为喜剧。HFPA主席Phil Berk解释说“根据不同的观点，我们先征求了影片制片厂的意见，然后综合考虑，我们认为影片中别出心裁的趣味元素让它更倾向于喜剧，而不是直白的戏剧。”
| 所获奖项                        | 所获奖项                    | 所获奖项                 | 所获奖项           | 所获奖项 |
| 典礼                            | 奖项                        | 类别                     | 人物               | 结果     |
| ------------------------------- | --------------------------- | ------------------------ | ------------------ | -------- |
| 好莱坞外国记者协会              | 金球奖                      | 最佳音乐及喜剧电影       |                    | 提名     |
| 好莱坞外国记者协会              | 金球奖                      | 最佳男主角：音乐及喜剧类 | 约翰尼·德普        | 提名     |
| 好莱坞外国记者协会              | 金球奖                      | 最佳女主角：音乐及喜剧类 | 安吉丽娜·朱莉      | 提名     |
| 2011年青少年选择奖              | 青少年选择奖                | 动作类最佳电影           |                    | 提名     |
| 2011年青少年选择奖              | 青少年选择奖                | 动作类最佳男演员         | 约翰尼·德普        | 获得     |
| 2011年青少年选择奖              | 青少年选择奖                | 动作类最佳女演员         | 安吉丽娜·朱莉      | 获得     |
| 2011 Redbox电影奖               | Redbox 电影奖               | 最佳翻拍电影             |                    | 获得     |
| 2011ASCAP Top Box Office 电影奖 | ASCAP Top Box Office 电影奖 |                          | 詹姆斯·纽顿·霍华德 | 获得     |

## 电影配乐
2010年10月17日， Colosseum Music Entertainment公司制作的电影配乐公布，共包括22首歌曲，总时长64:01分钟。詹姆斯·纽顿·霍华德曾获得六次奥斯卡提名，他在《致命伴旅》中的配乐获得ASCAP Top Box Office电影奖，是新一代电影配乐大师。
| Nr. | Titel              | Interpret          | Dauer |
| --- | ------------------ | ------------------ | ----- |
| 1.  | 跟踪 Elise         | 詹姆斯·纽顿·霍华德 | 1:29  |
| 2.  | 烧信               | 詹姆斯·纽顿·霍华德 | 2:21  |
| 3.  | 偏执的数学老师     | 詹姆斯·纽顿·霍华德 | 3:33  |
| 4.  | 到达威尼斯         | 詹姆斯·纽顿·霍华德 | 3:06  |
| 5.  | 和Elise一起        | 詹姆斯·纽顿·霍华德 | 1:52  |
| 6.  | 定情之吻           | 詹姆斯·纽顿·霍华德 | 2:04  |
| 7.  | 卧室之梦           | 詹姆斯·纽顿·霍华德 | 2:58  |
| 8.  | 拼凑起来           | 詹姆斯·纽顿·霍华德 | 3:11  |
| 9.  | 屋顶逃亡           | 詹姆斯·纽顿·霍华德 | 5:18  |
| 10. | 河道追逐           | 詹姆斯·纽顿·霍华德 | 5:45  |
| 11. | 因为吻过你         | 詹姆斯·纽顿·霍华德 | 3:34  |
| 12. | 很棒的旅馆         | 詹姆斯·纽顿·霍华德 | 2:27  |
| 13. | 到达棒球赛场       | 詹姆斯·纽顿·霍华德 | 2:04  |
| 14. | 两个男人选其一     | 詹姆斯·纽顿·霍华德 | 2:04  |
| 15. | 突然离去           | 詹姆斯·纽顿·霍华德 | 2:03  |
| 16. | 无价之宝           | 詹姆斯·纽顿·霍华德 | 7:30  |
| 17. | 贾纳斯的安全       | 詹姆斯·纽顿·霍华德 | 3:01  |
| 18. | 枪林弹雨           | 詹姆斯·纽顿·霍华德 | 1:29  |
| 19. | 尘埃落定           | 詹姆斯·纽顿·霍华德 | 0:52  |
| 20. | Elise 和 Alexander | 詹姆斯·纽顿·霍华德 | 2:41  |
| 21. | 个人支票           | 詹姆斯·纽顿·霍华德 | 1:57  |
| 22. | 最后的舞蹈         | 盖布瑞尔·雅德      | 2:42  |

## 外部連結
- 互联网电影数据库（IMDb）上《機密邂逅》的资料（英文）
- AllMovie上《機密邂逅》的资料（英文）
- Box Office Mojo上《機密邂逅》的資料（英文）
- 爛番茄上《機密邂逅》的資料（英文）
- Metacritic上《機密邂逅》的資料（英文）